# Bürgerkapitän
Bürgerkapitän war ein Ehrenamt, das es in der Neuzeit in verschiedenen Städten Deutschlands gab. In Hamburg wurde ein Befehlshaber der Bürgerwache als Bürgerkapitän bezeichnet. In der Reichsstadt Frankfurt am Main war der Bürgerkapitän der gewählte Vorsteher eines der 14 Stadtquartiere.

## Hamburg

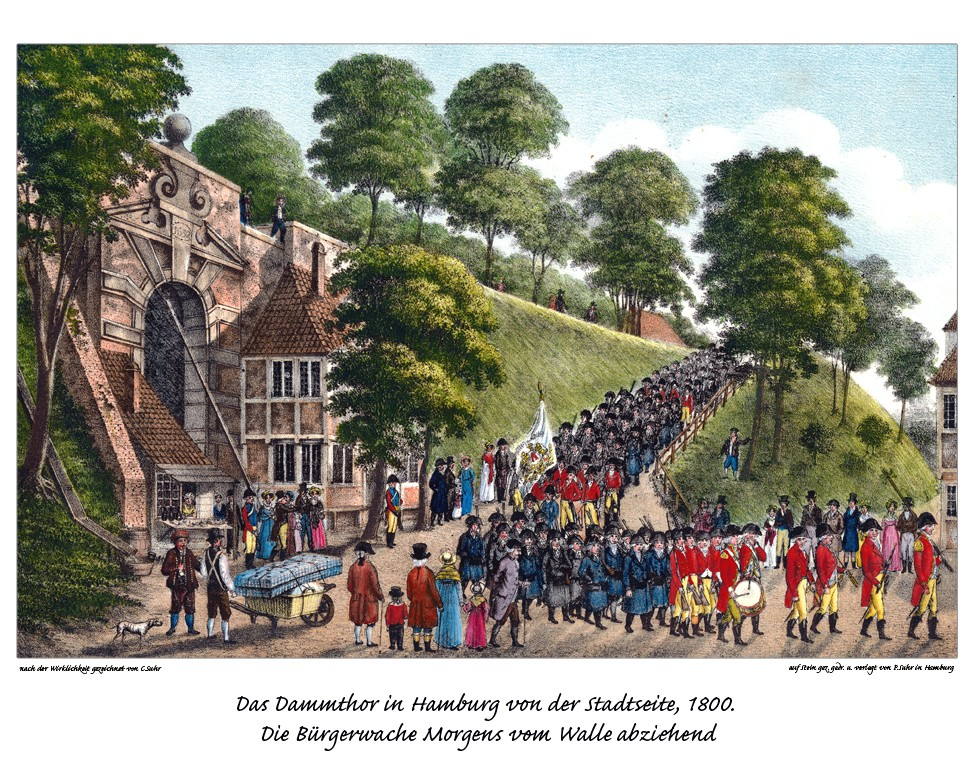
Hamburger Bürgerwache

Die Hamburger Bürgerwache war bis in das 19. Jahrhundert vor allem für die Bewachung des Stadtwalles, neben dem Nachtwächtercorps aber auch für die Aufrechterhaltung der inneren Ordnung und Sicherheit zuständig. Sie setzte sich aus wehrfähigen Männern zusammen. Zum Dienst in der Bürgerwache waren Bürger vom achtzehnten bis sechzigsten Lebensjahr verpflichtet.
Die Bürgerwache bestand aus anfangs vier, später fünf Regimentern, die sich aus den Kirchspielen der Hamburger Hauptkirchen rekrutierten. Diese wiesen zusammen 57 Kompanien auf. Befehlshaber der Kompanien waren die Bürgerkapitäne.

### Konvivium

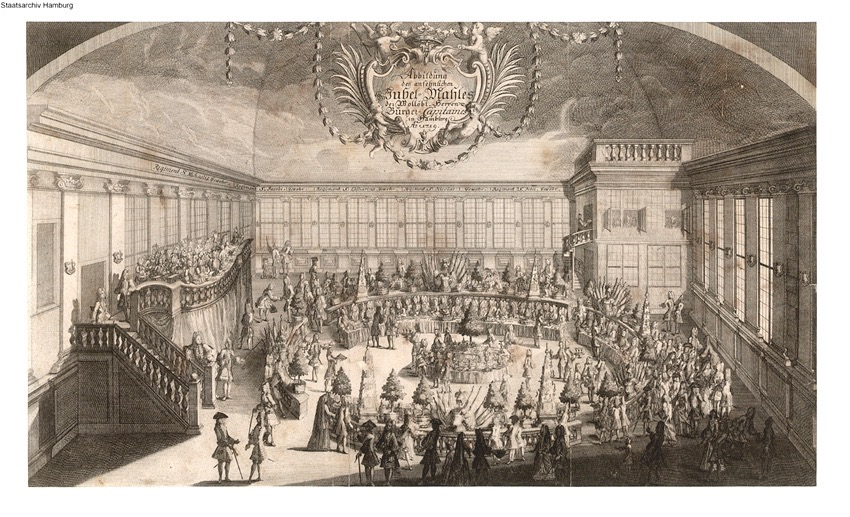
Jubelmahl der Hamburger Bürgerkapitäne im Drillhaus 1719

Jährlich fand in Hamburg das Konvivium, das Ehren- und Freudenmahl der Bürgerkapitäne, statt. Für dieses erhielt ein ortsansässiger Musiker den Auftrag, die Festmusik zu komponieren.
Musik für das Fest der Bürgerwache, die Kapitänsmusiken, komponierte Georg Philipp Telemann
ebenso wie auch Carl Philipp Emanuel Bach es tat.

## Frankfurt am Main
Seit dem Fettmilch-Aufstand von 1614 war das Stadtgebiet innerhalb der mittelalterlichen Stadtmauern in 14 Quartiere eingeteilt. Ähnlich wie heute noch die Contraden in Siena oder die Sestieri in Venedig bildeten die Quartiere soziale Gemeinschaften innerhalb der Stadtgesellschaft. Jedes Quartier bestand aus 170 bis 270 Häusern, die innerhalb der Quartiere durchnummeriert waren. Ein modernes Nummernsystem nach Straßen wurde erst in preußischer Zeit eingeführt.
In der reichsstädtischen Zeit war der Bürger-Capitain, wie der Vorsteher eines Quartieres hieß, ein in demokratischer Wahl bestimmter Repräsentant der Bürgerschaft. Zu seinen Aufgaben zählte die Organisation des Brandschutzes, des nächtlichen Wachdienstes und der Schanzarbeiten zur Instandhaltung der Stadtbefestigungen. Er war außerdem Befehlshaber der Bürgerkompanie seines Quartiers. Die Bürgerkompanien bildeten zusammen die Bürgerwehr, die allerdings keinen militärischen Wert hatte, sondern ausschließlich repräsentativen Zwecken diente.
Der Bürgerkapitän hatte auch Verwaltungsaufgaben: er führte die Quartierrolle, das Einwohnerverzeichnis, welches die Grundlage der Schatzung bildete, der Veranlagung zur Vermögensteuer.
Durch die Dalbergschen Reformen wurde das Amt 1812 abgeschafft und eine Reihe von Aufgaben, die vorher in den Quartieren gelegen hatten, auf die Stadt verlagert.

### Der alte Bürgerkapitän

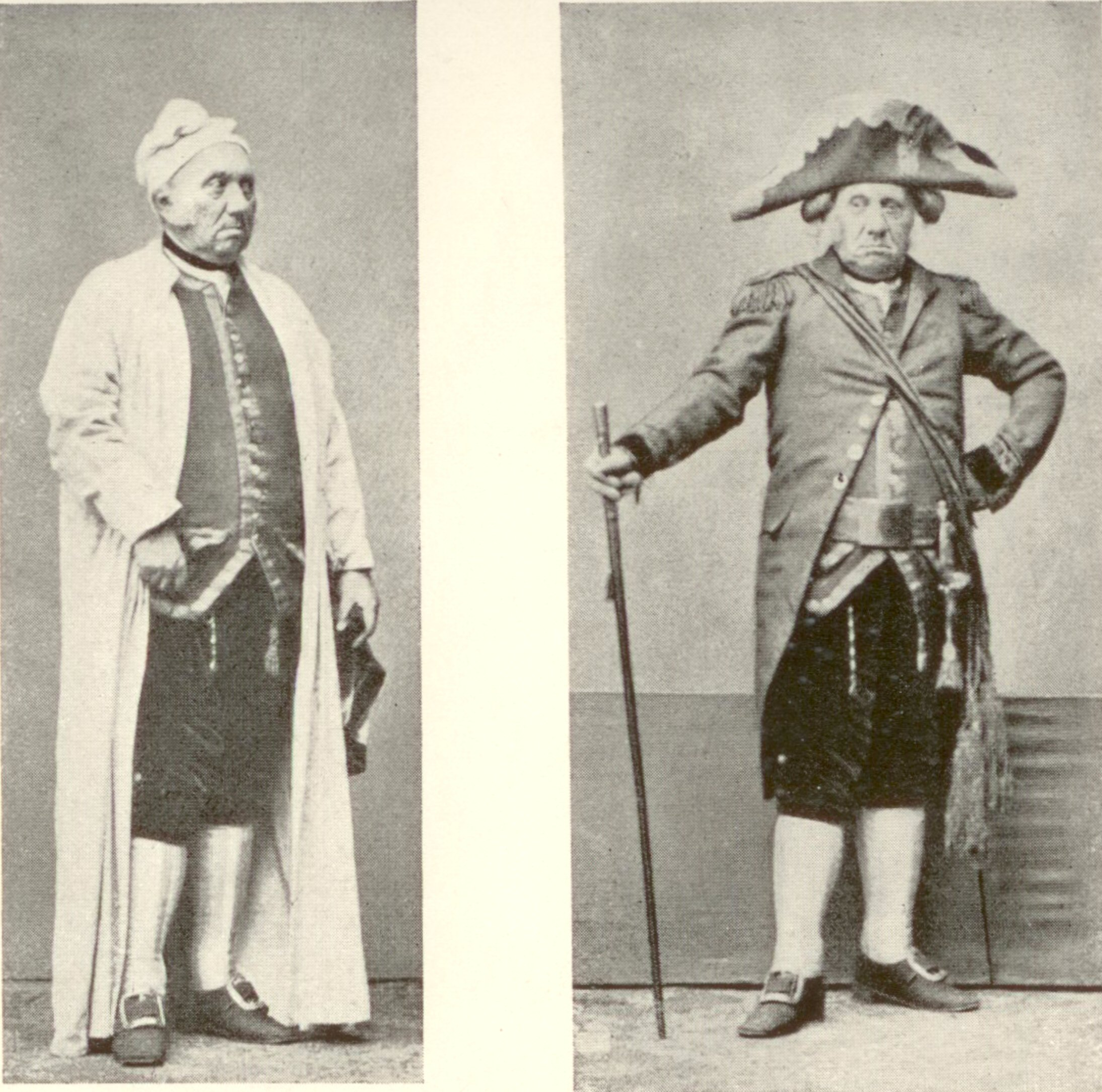
Der Volksschauspieler Samuel Friedrich Hassel in seiner Paraderolle als Bürgerkapitän

Die Quartiere und ihre beschauliche Selbstorganisation waren bereits in der Zeit der Freien Stadt Frankfurt ein Gegenstand nostalgischer Verklärung. In dem 1821 uraufgeführten Lustspiel Der alte Bürgerkapitän von Carl Malß setzte der Dichter in der Person des Gastwirts und ehemaligen Bürgerkapitäns Kimmelmeier und seines Leibschützen Millerche dem bürgerlichen Milieu der Reichsstadt ein literarisches Denkmal. Das Mundartstück erlebte über 45 Jahre Hunderte von Aufführungen, der Schauspieler Samuel Friedrich Hassel wurde zur Verkörperung des behäbigen Alt-Frankfurter Bürgers. Bis in die Gegenwart gehört das Lustspiel zu den meistgespielten Stücken des Frankfurter Volkstheaters.

## Einzelne Bürgerkapitäne
- Jakob von Axen (Hamburg)
- David Kindt (Hamburg)